# Set de sang
Set de sang (títol original: Thirst) és una pel·lícula australiana dirigida per Rod Hardy, estrenada el 1979.S'ha descrit com una barreja de gèneres de vampirs i ciència-ficció, influenciat per la pel·lícula de 1973 Soylent Green així com inspirant-se en el folklore dels vampirs d'Elisabet Bathory - una de les diverses pel·lícules de vampirs de la dècada de 1970 per fer-ho. Ha estat doblada al català.

## Argument
Kate Davis és segrestat per una organització clandestina i es desperta en una immensa propietat anomenada "la granja". Munts de gent hi viuen gravitant al voltant d'una piscina però semblen desenganxats del món. S'explica a Kate que ella és la descendent biològica de la sanguinària Comtessa Báthory i que la granja és de fet una immensa reserva de sang humana de la qual una petita minoria s'alimenta. Negant-se Kate a integrar-se voluntàriament a la secta, és sotmesa a rentats de cervell i a sessions hipnòtiques. Acaba per cedir en una cerimònia iniciàtica però guarda un fons de resistència. Per trencar-la, el seu amant és detingut i portat a la granja. El Doctor Fraser, un dels dirigents de la granja es declara sorprés per l'aferrissament del qual fan prova els seus col·legues envers Kate. En principi deixa escapar l'amant de Kate, després la noia que el porta al soterrani de la seva residència privada. Aquí Kate té la mala sorpresa de veure el seu amant lligat mentre li buiden la sang. Fraser ret fidelitat a Kate, que el refusa. Comprèn després que si Fraser l'ha deixat evadir-se no és per pietat però per unir-se pels vincles de la sang a ella i fundar una nova raça de vampirs.

## Repartiment
- Chantal Contouri: Kate Davis
- Shirley Cameron: Mrs. Barker
- Max Phipps: Mr. Hodge
- Henry Silva: Dr. Gauss
- Rod Mullinar: Derek
- David Hemmings: Dr. Fraser

## Producció
La colònia d'artistes de Montsalvat al nord de Melbourne va ser utilitzada com a seu del culte. La productora Ginnane havia buscat a Hemmings i a l'americà Henry Silva en papers secundaris per reforçar la popularitat de la pel·lícula fora d'Austràlia.
El productor Antony I. Ginnane va seguir la seva pràctica habitual de contractar nous directors de televisió donant la feina de direcció a Rod Hardy.

## Recepció
Estrenada el 28 de setembre de 1979 a Austràlia, la pel·lícula no va tenir èxit a la taquilla local. No obstant això, va ser molt apreciada per l'influent crític de cinema estatunidenc Leonard Maltin, que li va donar tres estrelles. de quatre. Va participar com a part de la selecció oficial al XII Festival Internacional de Cinema Fantàstic i de Terror, on va rebre la Medalla de Plata als millors efectes especials.